# Смоленщина в годы Великой Отечественной войны
Музей «Смоленщина в годы Великой Отечественной войны 1941—1945 гг.» — музей, посвящённый роли Смоленской области в Великой Отечественной войне.

## Местонахождение, история и внешний вид здания музея
Музей находится в Сквере Памяти Героев, напротив памятника «Благодарная Россия — Героям 1812 года». Находится он в бывшем здании смоленского городского училища «Памяти 1812 года», построенном в 1912 году. Являлся одним из самых посещаемых музеев Смоленска.
Здание городского училища было расположено на месте Кассандаловской башни Смоленской крепостной стены. Городское училище было построено по инициативе Городской думы Смоленска по проекту архитектора Запутряева, и было торжественно открыто к 100-летней годовщине Отечественной войны 1812 года. Здание представляет собой двухэтажный корпус в неорусском стиле. На главном фасаде по флангам здания выдвинуты массивные объёмы, стилизованные под башни крепостной стены с зубцами и машикулями, левый — под круглую башню, правый — под четырёхугольную. Средняя часть фасада асимметрична, что характерно для архитектуры той эпохи. Стену над входом завершают имитированные бойницы. Внутренние помещения здания представляют собой крупные учебные помещения, которые чередой уходят в глубь здания. Этажи здания соединяет лестница, расположенная в самостоятельном гранёном выступе бокового фасада.
В годы Великой Отечественной войны и оккупации Смоленска здание училища было почти полностью уничтожено. После освобождения Смоленска здание активно восстанавливалось силами учащихся фабрично-заводских училищ, педагогов и бригад пленных немецких солдат. В конце лета 1945 года здание было полностью восстановлено и начало функционировать. Первоначально в здании размещался «Оргнабор» (прообраз нынешнего Центра занятости населения). В 1972 году секретарь Смоленского областного комитета КПСС Москвин внёс предложение о создании музея Великой Отечественной войны. Инициатива была поддержана, и музей торжественно был открыт 24 сентября 1973 года. Открытие было приурочено к 30-летию освобождения Смоленской области советскими войсками.
В 2011 году был закрыт на реставрацию. Был открыт вновь в 2015 году.

## Экспозиция
В музее представлены документы и экспонаты о Смоленском сражении 1941 года, создании первых частей Советской Гвардии, партизанском движении и оккупационной политике немцев, а также об освобождении Смоленской области в 1943 году.
В экспозиции находятся образцы вооружения советской и немецкой армий, награды и личные вещи участников боёв за Смоленск, Ельню и Вязьму, в том числе офицеров и генералов, а также лётчиков французского авиационного полка «Нормандия-Неман», а также боевые знамёна боевых подразделений, получивших почётное наименование «Смоленских» и трофейные немецкие вещи.
В музее находятся озвученная диорама «Рождение Советской гвардии», макет партизанской землянки. Площадка под открытым небом на территории, прилегающей к музею, занята выставкой артиллерийского, бронетанкового вооружения и военного автомобильного транспорта, причём не только периода Великой Отечественной войны, но и послевоенных конфликтов.